# The Metamorphosis Melody
Albums de Midnattsol
Nordlys
(2008) The Aftermath
(2018)
The Metamorphosis Melody est le troisième album du groupe germano-norvégien de folk/metal gothique Midnattsol, publié le 22 avril 2011 par Napalm Records.
Une édition limitée est sortie avec un titre bonus et un DVD contenant un concert de Midnattsol du 17 octobre 2009 au Metal Female Voices Fest VII à Wieze, en Belgique.

## Historique
L'album a été enregistré avec Alex Kautz en tant que nouveau guitariste de Midnattsol, qui a rejoint le groupe peu après la sortie de leur précédent album Nordlys en 2008, en remplacement de Fabian Pospiech. Néanmoins, Krautz a bien joué avec les membres qui faisaient partie du Midnattsol depuis sa création. 
Plus tard, le guitariste et compositeur Daniel Droste a quitté le groupe après les sessions d'enregistrement de The Metamorphosis Melody qui se sont terminées en 2010 se concentrer uniquement sur son propre groupe Ahab. Pour le remplacer, rejoint Matthias Schuler Matthias Schuler en tant que membre officiel de la tournée de promotion européenne respective, effectuée entre avril et octobre 2011.
Par rapport à leurs précédents travaux, The Metamorphosis Melody renvoie à son son nordique symphonique et inclut des thèmes inspirés des contes folkloriques norvégiens, avec des voix apaisantes provenant de la voix de Carmen Elise Espenæs, mais moins lyriques. À propos du contexte de l'album, Espenæs a déclaré:

[...] Le titre fait référence à différents types de choses. L'un des principaux objectifs du titre est que nous avons changé de groupe. La musique s'est développée, on pourrait dire que nous avons vécu une métamorphose nous-mêmes dans le Midnattsol. Et l'une des raisons pour lesquelles nous pensons que c'est parce que nous avons un nouveau membre du groupe, Alex [Kautz. [...] 

## Liste des chansons
Toutes les paroles sont écrites par Carmen Elise Espenæs, à l'exception de "A Predator's Prey" par Daniel Droste. * "Kong Valemons kamp" est basé sur le Ours-roi Valemon, un conte de fées traditionnel norvégien; toute la musique composée par Midnattsol.
| No  | Titre                                           | Durée |
| --- | ----------------------------------------------- | ----- |
| 1.  | Alv                                             | 1:45  |
| 2.  | The Metamorphosis Melody                        | 5:52  |
| 3.  | Spellbound                                      | 5:23  |
| 4.  | The Tide                                        | 5:16  |
| 5.  | A Poet´s Prayer                                 | 5:31  |
| 6.  | Forlorn                                         | 4:49  |
| 7.  | Kong Valemons Kamp                              | 6:34  |
| 8.  | Goodbye                                         | 3:31  |
| 9.  | Forvandlingen                                   | 6:53  |
| 10. | Motets Makt                                     | 5:21  |
| 11. | My Re-creation                                  | 5:24  |
| 12. | A Predator´s Prey (bonus sur l'édition limitée) | 5:29  |